# Victor Sawdon Pritchett
Sir Victor Sawdon Pritchett, più noto come V.S. Pritchett (Ipswich, 16 dicembre 1900 – Londra, 20 marzo 1997), è stato uno scrittore e critico letterario britannico, noto soprattutto per le sue short story in cui esplora con stile ironico e vivace la piccola borghesia.

## Biografia
Victor Pritchett nacque in una famiglia della piccola borghesia inglese. Suo padre, Walter Sawdon Pritchett, si era trasferito da Londra a Ipswich per aprire, con scarso successo, una rivendita di giornali e di articoli di cartoleria. La madre, Beatrice Helena Martin, quando era in attesa di Victor riteneva che le sarebbe nata una figlia a cui avrebbe dato il nome di battesimo della regina Vittoria del Regno Unito. Il bambino fu pertanto battezzato Victor, un nome che non gli piaceva, tanto che firmò i suoi lavori con le iniziali dei suoi primi nomi (V.S. Pritchett).
Victor Pritchett abbandonò la scuola all'età di 15 anni per lavorare nel settore della pelletteria. Nel 1922 divenne giornalista professionista a tempo pieno, svolgendo l'attività di critico letterario del New Statesman dal 1926 al 1965 e, occasionalmente, scrivendo articoli di viaggio per il Christian Science Monitor. La professione di giornalista rafforzò le sue doti di osservazione. Pritchett divenne infatti ben noto, sia per i suoi saggi e per le recensioni letterarie, sia per i suoi racconti brevi, penetranti e finemente lavorati. Soggetto dominante dei suoi racconti brevi è la piccola borghesia, il mondo dei commercianti al dettaglio o dei seguaci di piccole sette religiose. I suoi romanzi, al contrario, sono giudicati generalmente meno riusciti.

## Scritti
- Marching Spain, 1928
- Clare Drummer, 1929
- The Spanish Virgin and Other Stories, 1930
- Shirley Sanz, 1932
- Nothing Like Leather, 1935
- Dead Man Leading, 1937
- This England, 1938 (editor)
- You Make Your Own Life, 1938
- In My Good Books, 1942
- It May Never Happen, 1945
- Novels and Stories by Robert Louis Stevenson, 1945 (editor)
- Build the Ships, 1946
- The Living Novel, 1946
- Turnstile One, 1948 (editor)
- Why Do I Write? (in collaborazione con Graham Greene ed Elizabeth Bowen), 1948
- Mr. Beluncle, 1951
- Books in General, 1953
- The Spanish Temper, 1954
- Collected Stories, 1956
- The Sailor, The Sense of Humour and Other Stories, 1956
- When My Girl Comes Home, 1961
- London Perceived, 1962
- The Key to My Heart, 1963
- Foreign Faces, 1964
- New York Proclaimed, 1965
- The Working Novelist, 1965
- The Saint and Other Stories, 1966
- Dublin, 1967
- A Cab at the Door, 1968
- Blind Love, 1969[1]
- The lady from Guatemala[2]
- George Meredith and English Comedy, 1970
- Midnight Oil, 1971
- Penguin Modern Stories, 1971 (with others)
- Balzac, 1973
- The Camberwell Beauty, 1974
- The Gentle Barbarian: the Life and Work of Turgenev, 1977
- Selected Stories, 1978
- On the Edge of the Cliff, 1979
- Myth Makers, 1979
- The Tale Bearers, 1980
- The Oxford Book of Short Stories, 1981 (editor)
- The Turn of the Years, 1982 (with R. Stone)
- Collected Stories, 1982
- More Collected Stories, 1983
- The Other Side of a Frontier, 1984
- A Man of Letters, 1985
- Chekhov, 1988
- A Careless Widow and Other Stories, 1989
- Complete Short Stories, 1990
- At Home and Abroad, 1990
- Lasting Impressions, 1990
- Complete Collected Essays, 1991
- A Cab at the Coor & Midnight Oil, 1994—ISBN 0679601031
- The Pritchett Century, 1997